# Xaver Scharwenka
Theopil Franz Xaver Scharwenka (Szamotuły, 6 de enero de 1850-Berlín, 8 de diciembre de 1924) fue un compositor, pianista y educador alemán de ascendencia polaca.
Entre los pianistas que recibieron alguna instrucción de él se encuentran José Vianna da Motta, Fridtjof Backer-Grøndahl, Selmar Janson, Kurt Schubert y Harald Fryklöf. Su método para piano, Methodik des Klavierspiels, fue publicado en Leipzig en 1907.

## Biografía
Hermano del también compositor Ludwig Philipp Scharwenka (1847-1917), quien también fue compositor y profesor de música, sus ancestros, originalmente de Praga, se asentaron en el Frankfurt del Óder para 1696 probablemente por razones religiosas y posteriormente se instalaron en Samter. 
Su padre, August Wilhelm, fue un dotado maestro constructor, aunque definitivamente no tenía oído para la música. Su madre, Née Golisch era una descendiente polaca de una familia adinerada que tenía fuertes inclinaciones musicales; desde temprano Golisch inculcó en sus hijos el amor por la música.
Aunque comenzó a aprender a tocar el piano de oído cuando tenía 3 años, Scharwenka no comenzó sus estudios formales de música hasta bien entrado en la adolescencia, a los 15 años, cuando su familia se mudó a Berlín. Allí lo inscribieron en la Akademie der Tonkunst.
Bajo la tutela de Theodor Kullak, sus habilidades pianísticas se desarrollaron rápidamente, debutando en la Sing-Akademie en 1869.
Enseñó la anterior academia hasta 1873, año en que entró al servicio militar. Tras su dada baja al año siguiente, Scharwenka comenzó a realizar giras como concertista. Elogiado por la belleza de su tono, se convirtió en un renombrado intérprete de la música del también compositor polaco, Frédéric Chopin.
En 1881, Scharwenka organizó una exitosa serie anual de conciertos de música de cámara y solistas en la Sing-Akademie, esto en colaboración con Gustav Holländer y Heinrich Grünfeld. En octubre de ese año, fundó el Conservatorio de Música Scharwenka en Berlín, el que dirigió hasta 1891. 
En 1886, dirigió el primer concierto de una serie de conciertos orquestales dedicados a la música de Hector Berlioz, Franz Liszt y Ludwig van Beethoven, al tiempo que continuó realizando giras extensas y tocando sus obras en colaboración con otros artistas como el director de orquesta Hans Richter y el violinista Joseph Joachim. Esta triple faceta —como pianista, compositor y educador— sería el pilar fundamental de la vida de Scharwenka de ahí en adelante.
Realizó su primera gira por Norteamérica en 1891. Decidido a emigrar, abrió una sucursal de su conservatorio en Nueva York, el que aún lleva su nombre. Dos años más tarde, el Conservatorio Scharwenka de Berlín se fusionó al Conservatorio Klindworth y, en 1898, regresó allí como director sin dejar de lado el de Nueva York.
A principios de la década de 1900, dirigió el Concierto para piano n.º 1 de Félix Mendelssohnn, en el que la compositora y pianista Marthe Servine hizo su debut.
Scharwenka hizo varias grabaciones para Columbia Records entre 1910 y 1913, incluyendo obras propias, así como piezas de Chopin, Mendelssohn, Weber y Liszt. Su interpretación de la Fantaisie-Impromptu de Chopin es muy admirada hasta el día de hoy. 
Su forma de tocar está preservada en los rollos de autopiano Welte-Mignon y Hupfeld, incluyendo el vals en La bemol y la fantasía en fa menor, ambas interpretaciones de Chopin que fueron muy populares. Algunos de sus rollos de Hupfeld también se convirtieron para el piano reproductor americano Ampico.

## Composiciones y estilo
Dentro de las composicones de Scharwenka encontramos una ópera, una sinfonía, cuatro conciertos para piano, música de cámara (todas con partes para piano) y numerosas piezas para ese instrumento. Su estilo se podría ubicar entre el de Schumann y el de Rachmaninoff.

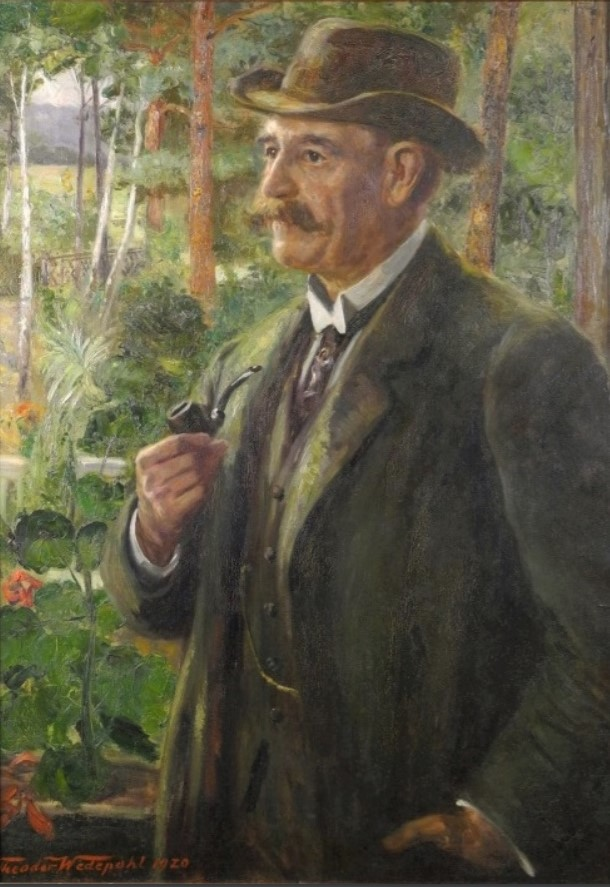
Retrato de Scharwenka por Theodor Wedepohl (1920)

Los cuatro conciertos para piano fueron tremendamente populares en Alemania y Europa Central durante la vida de Scharwenka y en las décadas posteriores, sin embargo poco a poco fueron quedando en el olvido. En los últimos años ha parecido haber revivido el interés por este compositor.
El primer concierto (op. 34), en si bemol menor, fue completado en 1874 y estrenado al año siguiente. Originalmente fue escrito como una fantasía para piano solo, pero Scharwenka no quedó satisfecho y lo reescribió, ahora con la orquesta incluida. La dedicatoria fue dirigida a Franz Liszt, quien la aceptó, interpretando el concierto en Berlín. Su primera grabación se hizo en 1968 con Earl Wild y la Orquesta Sinfónica de Boston bajo la dirección de Erich Leinsdorf. El pianista aprendió el concierto cuando era niño bajo Selmar Janson, quien lo estudió directamente de mano del compositor. Cuando Leinsdorf le pidió a Wild que grabara el concierto éste le respondió:

He estado esperando junto al teléfono durante cuarenta años a que alguien me pida tocar esto.
Earl Wild

El cuarto concierto (op. 82) en fa menor se estrenó el 18 de octubre de 1908 en la Beethovensaal de Berlín, con la estudiante de Scharwenka, Martha Siebold como solista y el propio compositor dirigiendo.
Las obras de Scharwenka entraron en olvido algunos años después de su muerte debido a las administraciones de los derechos de autor. Aunque su Danza Polaca n.º 1 en mi bemol (Op. 3) siempre se mantuvo popular, durante muchos años era casi imposible encontrar grabaciones y ediciones de las partituras del compositor.
Desde mediados de la década de 1990, sin embargo, interés por su música se ha reavivado y las grabaciones y partituras de la mayoría de sus obras están disponibles comercialmente.
La grabación de su cuarto concierto para piano (op. 82) interpretado por Stephen Hough con la Orquesta Sinfónica de Birmingham dirigida por Lawrence Foster fue elegida como Disco del Año por la revista musical británica Gramophone en 1996. Su sinfonía en do menor (op. 60) recibió su estreno en CD en 2004.

## Obras

### Conciertos
- Concierto para piano n. º 1 en si bemol menor (op. 32) (1876)

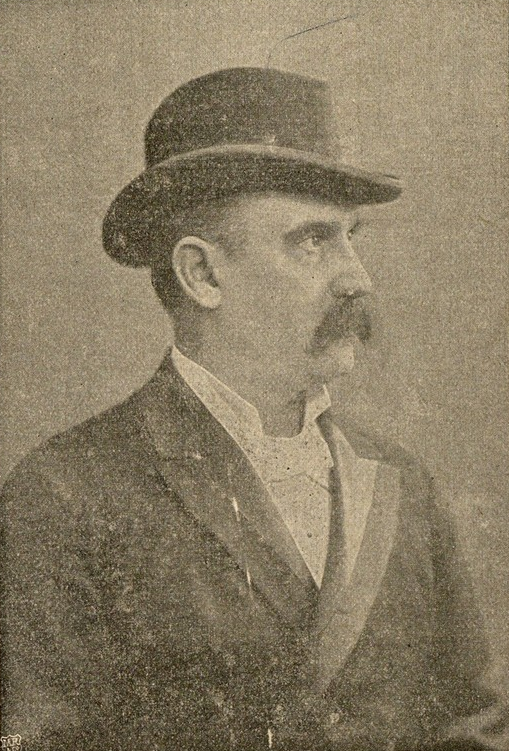
Fotografía de Scharwenka del 15 de mayo de 1899.

- Concierto para piano n. º 2 en do menor (op. 56) (1881)
- Concierto para piano n. º 3 en do sostenido menor (op. 80) (1889)
- Concierto para piano n. º 4 en fa menor (op. 82) (1908)

### Orquestal
- Obertura en do menor (ScharWV 123) (1869)
- Andante religioso (op. 46a) (ScharWV 120) (1881).[nota 2]
- Sinfonía en do menor (op. 60) (ScharWV 121) (1885)

### Ópera
- Mataswintha. Ópera de tres actos (ScharWV 150) (1896)[nota 3]

### Música de cámara
- Trío para piano n.º 1 en fa sostenido menor (op. 1) (1868)
- Sonata para violín en re menor (op. 2) (1868)
- Cuarteto para piano en fa mayor (op. 37) (1876-1877)
- Sonata para cello en mi menor (op. 46) (1877)
- Trío para piano n.º 2 en la menor (op. 45) (1878)
- Serenata para violín y piano (op. 70) (1895)

### Piano
- Cinco danzas polacas (op. 3)
- Scherzo en sol mayor (op. 4)
- Historias para piano (op. 5)
- Sonata para piano n.º 1 en do sostenido menor (op. 6) (1872)
- Polonesa en do sostenido menor (op. 12)
- Barcarola en mi menor (op. 14)
- Impromptu en re menor (op. 17)
- Dos piezas para piano (op. 22: Novelette y Melodie)
- Vals-Capricho en la mayor (op. 31)
- Sonata para piano n.º 2 en Do menor (op. 36) (1878)
- Suites para danza (op. 41)
- Polonesa (op. 42)
- Tema con variaciones (op. 48)
- Cuatro danzas polacas (op. 58)
- Vals Eglantine (op. 84)
- Tres piezas para piano (op. 86)

## Grabaciones destacadas
- Concierto para piano n.º 1 en si bemol menor (op. 32) interpretado por Earl Wild junto a la Orquesta Sinfónica de Boston dirigida por Erich Leinsdorf. Grabado en 1969 (LP, RCA Red Seal SB 6815). El CD también incluye el concierto para piano de Paderewski y la fantasía sobre temas de Glinka de Balakirev (Elan Recordings no. 22660).
- Concierto para piano n.º 1 en si bemol menor, (op. 32) interpretado por Marc-André Hamelin junto a la Orquesta Sinfónica de la BBC Escocesa dirigida por Michael Stern. Grabado en 2005. El CD también contiene el concierto para piano n.º 4 de Anton Rubinstein (Hyperion Records n.º 67508).
- Concierto para piano n.º 2 en do menor (op. 56) interpretado por Michael Ponti junto a la Orquesta Sinfónica de Hamburgo dirigida por Richard Kapp. Publicado en 1971 (LP, VOX Candide STGBY 651). También incluye el Scherzo (op. 4), Erzählung am Klavier (op. 5, n.º 2 ), Novelette (op. 22, n.º 1) y la Polonesa (op. 42).
- Concierto para piano n.º 3 en do sostenido menor (op. 80) interpretado por Seta Tanyel junto a la Radio Filarmónica de Hannover dirigida por Tadeusz Strugala. Grabado en 1996. El CD también contiene el concierto para piano n.º 2 (Hyperion no. 67365). Esta grabación es una reedición del CD de Collins Classics.
- Concierto para piano n.º 4 en fa menor (op. 82) interpretado por Stephen Hough junto a la Orquesta Sinfónica de Birmingham dirigida por Lawrence Foster. Grabado en 1995. El CD también contiene el concierto para piano n.º 1 de Emil von Sauer (Hyperion no. 66790).
- Conciertos completos para piano interpretados por Alexander Markovitch junto a la Orquesta Sinfónica Nacional de Estonia dirigida por Neeme Järvi (Chandos CHAN 10814(2)) en 2014.
- Sinfonía en do menor (op. 60) dirigido por Christopher Fifield junto a la Orquesta Sinfónica de Gävle (Sterling 1060-2).